# Phyllobates bicolor
Vous lisez un « article de qualité » labellisé en 2012.
Phyllobate bicolore
Espèce
Synonymes
- Phyllobates melanorrhinus Berthold, 1845
- Phyllobates chocoensis Posada Arango, 1869
- Phyllobates nicefori Noble, 1923

Statut de conservation UICN

 EN  : En danger
Statut CITES
Phyllobates bicolor est une espèce d'amphibiens de la famille des Dendrobatidae, endémique de la côte pacifique de la Colombie. Considéré comme la deuxième grenouille la plus toxique au monde, cet anoure est assez semblable à certaines autres espèces du même genre, en particulier à Phyllobates terribilis. Alors que les Indiens Chocoes la nomment neará, elle est appelée phyllobate bicolore en français.
Phyllobates bicolor se rencontre dans les forêts tropicales humides des départements du Cauca, du Chocó, de Risaralda et de Valle del Cauca, à une altitude comprise entre 400 et 1 500 m, présentant une température d'au moins 25 °C et une humidité relative élevée. À l'état sauvage, Phyllobates bicolor est un animal social, vivant en colonies sur le sol de la forêt, souvent à proximité de petits cours d'eau. Son espérance de vie moyenne est de six ans.
Phyllobates bicolor a été étudiée et décrite pour la première fois en 1841 par les zoologistes français André Marie Constant Duméril et Gabriel Bibron. En raison de sa petite taille et de ses couleurs brillantes, cet amphibien est souvent considéré à tort comme inoffensif alors que les spécimens sauvages sont mortellement toxiques, stockant dans les glandes de leur peau de la batrachotoxine, alcaloïde stéroïdien. Le nombre de Phyllobates bicolor et son aire de répartition ne cessent de diminuer, notamment à cause de l'impact des activités de l'Homme sur son habitat naturel. L'Union internationale pour la conservation de la nature la considère ainsi comme une « espèce quasi menacée » (NT).

## Description

### Aspect physique

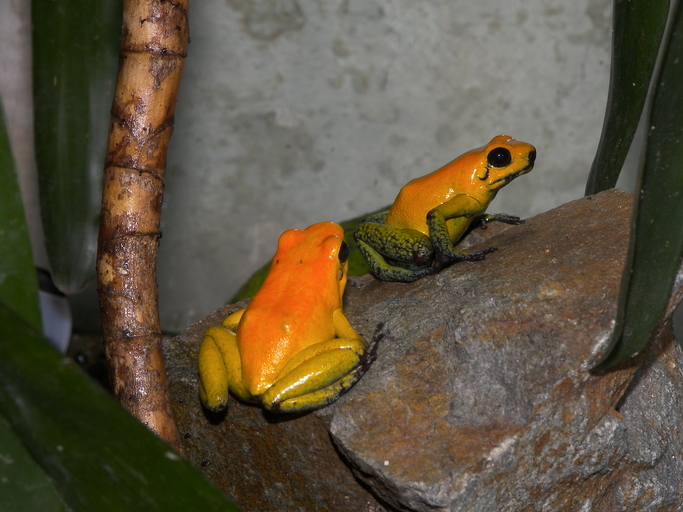
Phyllobates bicolor

Chez Phyllobates bicolor, il y a peu de dimorphisme sexuel sauf du point de vue de la taille, les femelles étant généralement plus grandes. Les mâles adultes, dont la longueur maximale du museau au cloaque varie entre 32 mm et 40 mm, sont en effet un peu plus petits en moyenne que les femelles, qui mesurent de 35 mm à 43 mm.
Comme tous les Dendrobatidae, le corps de Phyllobates bicolor adulte est de couleur vive. La coloration de cette grenouille est dite aposématique car il s'agit d'un mécanisme de défense, la pigmentation de couleur vive servant à alerter les prédateurs potentiels de sa haute toxicité. Ainsi, la face dorsale, les côtés et les parties supérieures des membres de Phyllobates bicolor sont jaune doré ou orange,. Les membres, essentiellement noirs, sont tachetés de bleu ou de doré mais peuvent être légèrement teintés d'une couleur jaunâtre ou verdâtre d'une nuance différente de la couleur du corps. La surface ventrale est principalement noire ou teintée de jaune clair, d'orange clair ou de bleu-vert de façon variable, ces teintes étant plus pâles et moins brillantes que celle de la livrée dorsale. Les membranes tympaniques sont partiellement noires et certains spécimens peuvent avoir le bout du museau noir. L'iris des yeux peut être noir ou brun rougeâtre. Les dents sont présentes sur les arcs prémaxillaire et maxillaire de la bouche de Phyllobates bicolor. Les doigts, dont le premier est plus long que le deuxième, se terminent par des disques-ventouses qui lui permettent de grimper dans les arbustes et sur les troncs d'arbres moussus.
Phyllobates bicolor ressemble beaucoup à Phyllobates terribilis, espèce également endémique de Colombie mais qui se rencontre sur la côte du Pacifique dans le département de Cauca, à une altitude comprise entre 100 et 200 m, au niveau du bassin supérieur du río Saija. Phyllobates bicolor se distingue de Phyllobates terribilis par sa plus petite taille ainsi que par la coloration différente de son ventre et de ses extrémités par rapport à sa face dorsale. Par ailleurs, Phyllobates bicolor peut ressembler à une espèce endémique du Brésil, Adelphobates galactonotus. En effet, sur cette dernière, la surface de couleur noire peut être réduite ou entièrement absente. Dès lors, bien que leur premier doigt soit plus court que le deuxième, les spécimens aux couleurs unies peuvent facilement être confondus avec Phyllobates bicolor et Phyllobates terribilis.
| Phyllobates bicolor                  | Phyllobates terribilis                  | Adelphobates galactonotus                  |
| ------------------------------------ | --------------------------------------- | ------------------------------------------ |
| Vue complète de Phyllobates bicolor. | Vue complète de Phyllobates terribilis. | Vue complète de Adelphobates galactonotus. |

Les herpétologistes américains Charles William Myers et Philip Arthur Silverstone-Sopkin ont également émis l'hypothèse qu'il pourrait y avoir soit une hybridation ou un cline entre Phyllobates bicolor et Phyllobates aurotaenia au niveau du bassin supérieur du río San Juan, en raison de la taille intermédiaire et de la coloration des spécimens de Phyllobates qui y ont été découverts,.

### Toxicité

Structure de la batrachotoxine.

Phyllobates bicolor est considérée comme la deuxième grenouille la plus toxique au monde, loin derrière Phyllobates terribilis. Chez les batraciens, les batrachotoxines ont été seulement détectées sur les grenouilles du genre Phyllobates. Ces alcaloïdes stéroïdiens sont stockés dans les glandes de la peau de la grenouille,. La batrachotoxine empêche les nerfs de transmettre des impulsions nerveuses, laissant les muscles dans un état de relâchement et pouvant ainsi entraîner une insuffisance cardiaque ou une fibrillation. Chez les grenouilles de la famille des Dendrobatidae, ce poison est un mécanisme d'autodéfense et ne sert donc pas à tuer leurs proies. La noranabasamine, alcaloïde de pyridine, ne se rencontre que chez Phyllobates aurotaenia, Phyllobates bicolor et Phyllobates terribilis.
|                                               | Batrachotoxine (µg) | Homobatrachotoxine (µg) | Batrachotoxinine A (µg) |
| Phyllobates bicolor et Phyllobates aurotaenia | 20                  | 10                      | 50                      |
| Phyllobates terribilis                        | 500                 | 300                     | 200                     |
| Phyllobates vittatus                          | 0,2                 | 0,2                     | 2                       |
| Phyllobates lugubris                          | 0,2                 | 0,1                     | 0,5                     |

Contrairement à certaines grenouilles australiennes du genre Pseudophryne de la famille des Myobatrachidae qui peuvent biosynthétiser leur propre alcaloïde (la pseudophrynamine), la toxicité de Phyllobates bicolor semble être due à la consommation d'arthropodes, en particulier d'insectes. Certains scientifiques supposent que l'insecte responsable du processus de synthèse qui rend la grenouille toxique est un petit coléoptère du genre Choresine de la famille cosmopolite des Melyridae ; en effet, cet insecte recèle cette toxine. Ce poison extrêmement létal est très rare. La batrachotoxine, qui est stockée dans les glandes de la peau des grenouilles du genre Phyllobates à des degrés divers,, a également été retrouvée dans les plumes et la peau de cinq oiseaux toxiques de la Papouasie-Nouvelle-Guinée (le Pitohui bicolore, le Pitohui variable, le Pitohui huppé, le Pitohui noir et l'Ifrita de Kowald). Chez les espèces de grenouilles du genre Dendrobates, qui font partie de la sous-famille des Dendrobatinae comme Phyllobates bicolor, on retrouve également d'autres toxines telles que la histrionicotoxine et la pumiliotoxine. Les spécimens nés en captivité sont faiblement toxiques, les toxines étant partiellement acquises à partir de leurs sources alimentaires habituelles. Cependant, les toxines persistent chez les grenouilles à l'état sauvage qui ont été capturées, même lorsqu'elles sont maintenues en captivité.

## Écologie et comportement
Phyllobates bicolor est une grenouille diurne. Très dynamique, elle se déplace par petits bonds, restant rarement plus d'une ou deux secondes au même endroit. Son chant a une fréquence dominante supérieure à 2 000 Hz, tout comme celui de Phyllobates aurotaenia, Phyllobates lugubris et Phyllobates vittatus, celle de Phyllobates terribilis étant inférieure à 1 900 Hz. Cette grenouille a une espérance de vie moyenne de six ans,.

### Reproduction

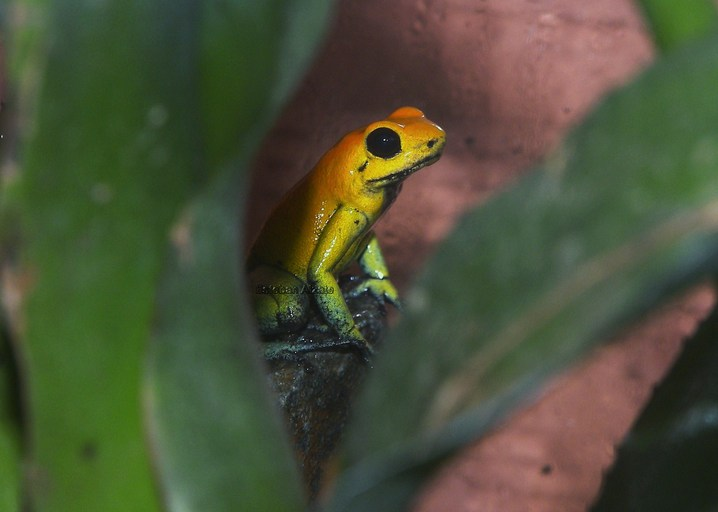
Phyllobates bicolor

Les Phyllobates bicolor se reproduisent essentiellement durant la saison des pluies. Lorsqu'un mâle souhaite attirer une femelle, il s'installe sur une feuille et l'appelle en émettant des trilles ou des bourdonnements. Ces appels peuvent durer plusieurs jours. Si un autre mâle répond, il tente de l'expulser de la zone de façon agressive, et tous deux s'engagent dans une lutte ritualisée, debout sur leurs pattes de derrière. Lorsque le mâle parvient à attirer une femelle, ils cherchent un endroit propice à la ponte, qui contient entre 4 et 30 œufs enveloppés dans une masse gélatineuse. En captivité, une femelle peut réaliser jusqu'à trois pontes par mois de 12 à 20 œufs chacune. La ponte est habituellement déposée dans un endroit humide : sur une litière de feuilles, sous des rochers, ou même sur certaines plantes de la forêt tropicale. Le mâle fertilise les œufs au fur et à mesure que la femelle les expulse ; la fécondation est externe et se passe dans une position d'amplexus céphalique, position peu fréquente chez les anoures qui utilisent pour la plupart des espèces un amplexus axillaire ou lombaire.
Lorsque les œufs éclosent, les têtards s'installent sur le dos de leurs parents où ils sont maintenus grâce à une sécrétion de mucus pour une période allant de quelques minutes à quelques heures. Afin qu'ils puissent poursuivre leur développement, les têtards sont déposés dans des flaques d'eau situées dans les trous d'arbres, dans des plantes à réservoir d'eau telles que les broméliacées, dans des stipes des palmiers ou dans des aracées. Après trois semaines, les têtards, qui ont complété leur métamorphose, retournent sur la terre ferme. Phyllobates bicolor subit une ontogenèse au niveau de sa couleur de peau. En effet, les jeunes grenouilles ont une couleur de peau variant du brun foncé au noir, avec deux bandes jaunâtres dorsolatérales qui disparaissent peu à peu, laissant place à une coloration plus vive, lorsque les amphibiens atteignent leur maturité.

### Alimentation et prédateurs

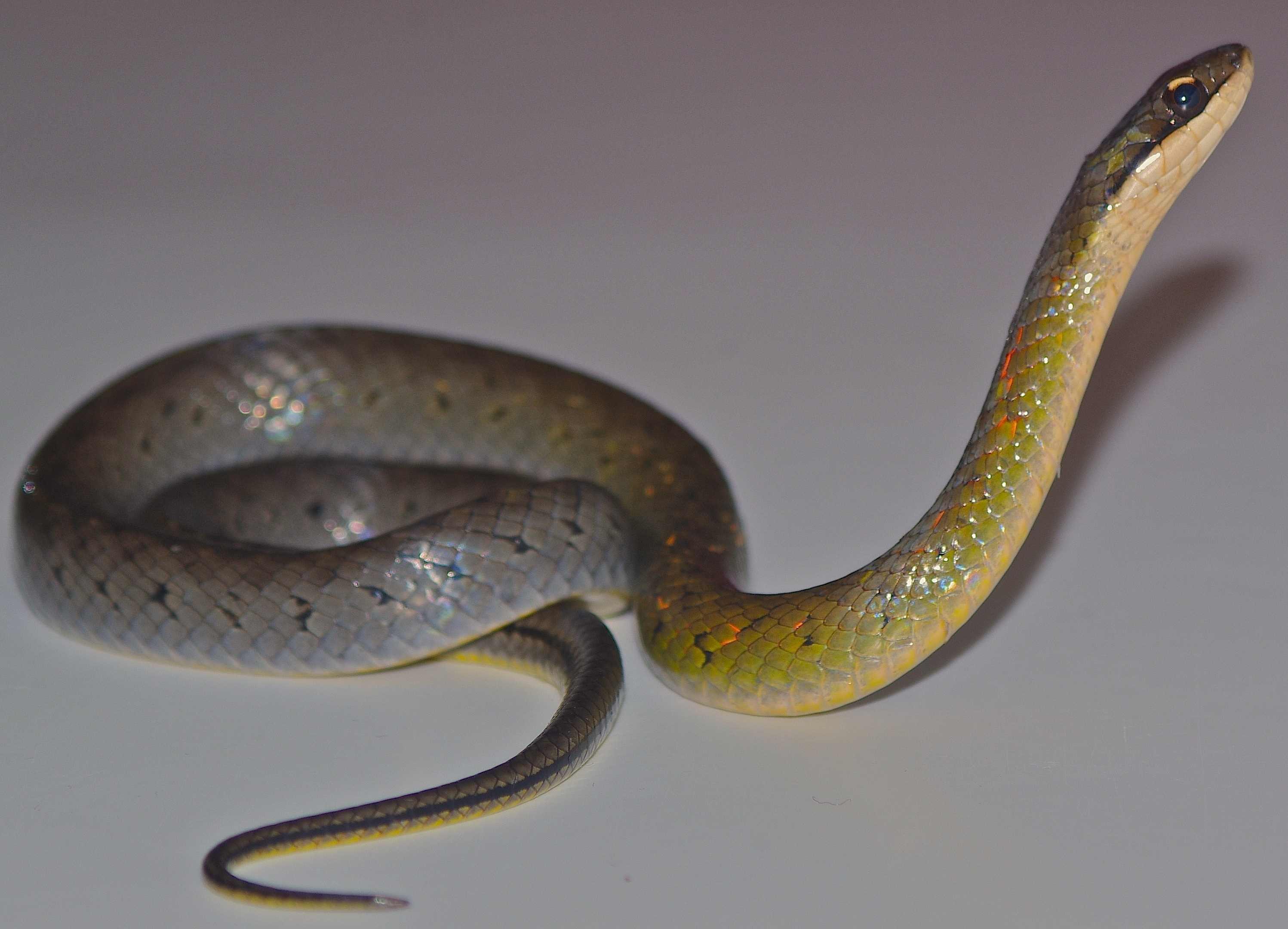
Liophis epinephelus, seul prédateur connu de Phyllobates bicolor.

À l'état sauvage, Phyllobates bicolor est essentiellement carnivore. En effet, les spécimens adultes se nourrissent de fourmis, de termites, de petits scarabées et d'arthropodes se trouvant à même le sol de la forêt. Ils capturent leurs proies avec leur longue langue gluante et rétractable. Les jeunes têtards s'alimentent surtout avec des larves d'insectes, des débris d'animaux et des œufs non fécondés de grenouilles. Cependant, ils peuvent également se manger entre eux s'ils vivent à plusieurs dans une petite superficie. Lorsque Phyllobates bicolor est élevée en terrarium, elle peut être nourrie avec des grillons, des mouches, des larves de teignes, des drosophiles, des collemboles et des pucerons.
Phyllobates bicolor n'a qu'un seul prédateur naturel actuellement connu, à savoir le serpent arboricole Liophis epinephelus qui attaque principalement les jeunes grenouilles, sa mâchoire étant trop petite pour avaler celles de taille adulte. En effet, ce serpent tropical est résistant aux toxines produites par les grenouilles des genres Dendrobates, Phyllobates et Atelopus.
L'humain est la cause de la réduction des effectifs de cet amphibien. Ce dernier est utilisé dans le cadre de la chasse par les indiens Emberá et Noanamá pour empoisonner leurs flèches de sarbacane, mais la principale menace est la destruction de son habitat par l'Homme.

## Distribution et habitat

Distribution géographique de Phyllobates bicolor en Colombie.

Phyllobates bicolor est endémique de Colombie. Elle se rencontre sur le côté ouest de la partie nord de la cordillère Occidentale dans les départements du Cauca, du Chocó, de Risaralda et de Valle del Cauca, à une altitude comprise entre 400 et 1 500 m, au niveau du bassin supérieur du río Atrato et du río San Juan, près du río Raposo et à la source du río Sipí. Cette espèce vit dans les forêts tropicales humides. Dans cet environnement où le taux d'humidité est élevé, la température descend rarement en dessous de 25 °C et les précipitations annuelles atteignent au minimum 2 000 mm par an, certaines zones pouvant recevoir jusqu'à 10 000 mm de pluie par an. Ces conditions climatiques constantes garantissent à cet amphibien un habitat naturel vert toute l'année. Généralement, Phyllobates bicolor vit en colonies sur le sol de la forêt, souvent à proximité de petits cours d'eau,. Elle peut vivre dans les forêts exploitées mais pas en terrain découvert.

## Découverte et taxinomie

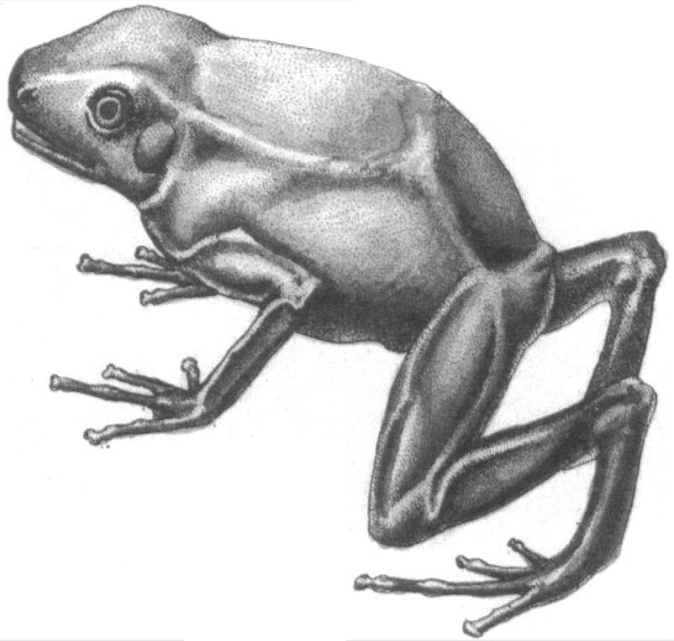
Illustration par Berthold en 1846 de Phyllobates melanorrhinus.

L'origine du nom de genre Phyllobates dérive des termes grecs phyllo qui signifie « feuille » et bates qui veut dire « grimpeur », faisant référence au comportement de certains amphibiens de la famille des Dendrobatidae aux mœurs très arboricoles, ce qui n'est guère le cas de cette espèce qui préfère marcher sur le sol de la forêt, bien qu'elle puisse grimper dans des arbustes et sur des troncs d'arbre. L'épithète bicolor provient du latin, bi et color signifiant respectivement « deux » et « couleur ». Il se réfère ainsi à la coloration du corps différente de celle des membres. « Neará », qui est le nom vernaculaire de Phyllobates bicolor, est notamment utilisé par les Noanamá et les Emberá, deux communautés indigènes vivant au nord-ouest de la Colombie.
Étudiée pour la première fois en 1841 par les zoologistes français André Marie Constant Duméril et Gabriel Bibron, Phyllobates bicolor a été décrite sous plusieurs autres dénominations scientifiques, à savoir :
- Phyllobates melanorrhinus Berthold, 1845[24] ;
- Phyllobates chocoensis Posada Arango, 1869[25] ;
- Phyllobates nicefori Noble, 1923[26].

Ainsi, lorsque Berthold décrit Phyllobates melanorrhinus dans un de ses travaux herpétologiques, il ignore qu'il s'agit en fait de Phyllobates bicolor. Le rapprochement est fait après que plusieurs syntypes originaux de Berthold soient transférés en 1977 du musée zoologique de l'université de Göttingen au musée et institut de recherches zoologiques Alexander Koenig de Bonn et analysés de nouveau. En 1883, Posada Arango rédige le résultat de ses recherches scientifiques dans « El veneno de la rana de los indios del Chocó » (« Le poison de la grenouille des indiens du Chocó »), y parlant de ces peuples amérindiens qui utilisent Phyllobates chocoensis pour empoisonner leurs armes et de la façon dont le poison est extrait de ce batracien. Grâce à ces travaux, il est le premier à aborder le sujet des armes empoisonnées par les substances toxiques de grenouilles, établissant également leur nature alcaloïdienne.

## Phyllobates bicoloret l'Homme

### Menaces et protection
L'Union internationale pour la conservation de la nature (UICN) considère qu'il s'agit d'une « espèce quasi menacée » (NT). Sa zone d'occurrence est estimée à moins de 20 000 km2 et continue à régresser, ce qui qualifierait l'espèce pour la catégorie « Vulnérable ». Cependant, les individus de cette espèce sont présents dans plus de dix localités et les populations ne semblent pas gravement fragmentées. D'un autre côté, les effectifs de Phyllobates bicolor sont en baisse continue, même s'ils restent abondants selon cette ONG. Ce déclin peut être expliqué par plusieurs facteurs tels que le déboisement et les activités liées à l'exploitation du bois, le développement de l'agriculture intensive ainsi que l'emploi de divers engrais, pesticides et produits polluants ou encore l'introduction de poissons prédateurs non indigènes. Cette grenouille doit également faire face au trafic illégal, étant souvent exportée pour des compagnies pharmaceutiques situées dans des pays industrialisés tels que le Canada ou l'Allemagne qui souhaitent étudier les puissants alcaloïdes stéroïdiens qu'elle contient.
Selon l'IUCN en 2006, la chytridiomycose pourrait être une future menace potentielle pour Phyllobates bicolor, ce qui est déjà le cas pour certaines espèces au bord de l'extinction à la suite de l'explosion mondiale de cette maladie infectieuse.
En Colombie, le décret no 39 du 9 juillet 1985 de l'INDERENA (« Instituto nacional de recursos naturales » ou « Institut national des ressources naturelles ») interdit le prélèvement de phyllobates dans la nature, que ce soit pour les élever ou pour tout autre but.

### Utilisation
Avec Phyllobates aurotaenia et Phyllobates terribilis, Phyllobates bicolor est l'une de trois espèces connues pour être utilisées dans le cadre de la chasse par des peuples amérindiens de Colombie. C'est notamment le cas de deux groupes constitutifs du peuple Chocó : les Noanamá et les Emberá qui empoisonnent leurs flèches de sarbacane. Après avoir empalé les grenouilles sur une tige de bambou, ils les exposent vivantes au-dessus d'un feu afin que leur corps exsude une sorte d'huile jaune. Les indiens imprègnent ensuite la pointe de leurs flèches avec le liquide qu'ils ont recueilli en raclant la peau du batracien. Selon une observation menée en 1957 par l'anthropologue suédois Henry Wassén, une vingtaine de flèches peuvent être empoisonnées de cette façon. Une blessure infligée à un jaguar avec une de ces flèches entraîne la mort du félin en vingt minutes environ, par paralysie et asphyxie.
Outre son utilisation dans le cadre de la chasse, les composants du poison de Phyllobates bicolor sont étudiés par l'industrie pharmaceutique dans le but de créer des médicaments tels que des relaxants musculaires, des analgésiques aussi puissants que la morphine et des stimulants cardiaques.

## Publication originale
- Duméril et Bibron, 1841 : Erpétologie générale ou Histoire naturelle complète des reptiles, vol. 8, p. 1-792 (texte intégral).